# Écluse de la Méditerranée
L'écluse de la Méditerranée est une écluse à chambre unique sur le canal du Midi. Construite vers 1670, elle se trouve à 46,6 km de Toulouse. Les écluses adjacentes sont l'écluse  du Roc à l'est et l'écluse de l'Océan, à l'ouest. L'écluse de la Méditerranée marque le début de la section descendante du canal en allant vers la mer Méditerranée de l'est vers l'ouest.
Elle est située sur la commune de Mas-Saintes-Puelles dans le département de l'Aude en région Occitanie.

## Histoire
Elle s'appelait à l'origine l'écluse du Médecin.